# 三浦博史
三浦 博史（みうら ひろし、1951年〈昭和26年〉3月24日 - ）は、日本の選挙プランナー。日本で最初に選挙プランニングを行った人物として知られる。

## 人物
東京都出身。慶應義塾大学卒業後、安田信託銀行に入行。その後1979年から椎名素夫（衆議院議員）公設秘書を9年間務める。その間、社団法人国際経済政策調査会事務局長、ジョージタウンフォーラム・オブ・ジャパン（会長：安倍晋太郎）会長秘書役等を歴任。
1988年、アメリカ合衆国国務省個人招へいプログラムで米国に派遣。
1989年、日本初の選挙プランニング会社である「アスク」を設立し、代表取締役に就任。以後、選挙のキャンペーンビデオや選挙ソフトの開発、世界各地の選挙事情の情報収集などに努め、日本各地で行われる国会・首長・地方議会選挙を手掛けると共に、従来からの「どぶ板型選挙＝地上戦」と、最新の「科学的根拠に基づいた空中戦」の融合を進め、選挙プランナーとして活動中。業務は国会議員か地方首長選挙が主な対象である。
2003年、政治家の後援会活動や選挙運動を支援する、日本初となるパソコン用ソフトウェア「＠後援会」を開発。
2013年4月４日、「ネット選挙解禁」に関する第183回国会衆議院政治倫理の確立及び公職選挙法改正に関する特別委員会に与党側参考人として出席。
保守を自認しており、顧客は保守系の候補者が多い。北海道知事選挙の鈴木直道、東京都知事選挙の石原慎太郎、舛添要一、神奈川県知事選挙の黒岩祐治、千葉県知事選挙の森田健作、新潟県知事選挙の花角英世、山口県知事選挙の山本繁太郎、沖縄県知事選挙の仲井眞弘多他、数多くの首長、衆参国会議員等のプランナーを務め、勝率は9割という。三浦は『週刊ポスト』の取材に対し、「勝率9割というのは、落ちそうな人からは仕事を受けないということもある。米で勝率1位の選挙プロ、トム・ヒュージャーに『どうしたらあなたのようになれますか』と聞いたら、『簡単だ。運がよくて、勝てそうな人しかクライアントにしないこと』と。それに従っているだけです」と答えた。
2020年9月に内閣総理大臣に就任した菅義偉が、就任翌日の9月17日に、最初に会った人物が、三浦である。
2021年10月に実施された第49回衆議院議員総選挙で公示直前に与党の獲得議席を293議席と予測した。多くのメディアが投票日の終了直後の出口調査に基づいて自民党単独での過半数である233議席以上の獲得は微妙と予測した上で外す中で、三浦の予測は実際の与党獲得議席と全く誤差が生じなかった。この予測と結果が完全に一致したことについて、「まぐれです」と謙遜する発言をしている。

## 発言
- 選挙プランナーとして仕事をするきっかけになったのは、国務省の招待を受けて訪米した際に、アメリカでトップクラスの選挙コンサルタントから、「日本の選挙はこんな感じか」と聞かれて、「全然違う」と話したら、彼は「日本は選挙では発展途上国だね。手伝うから君が始めたらどうか」と勧められたことだと語っている[9]。
- 自身の選挙の手法の特徴は、「定量調査の結果を分析し、それに基づいて戦略と戦術を策定する。候補者の長所をどう印象付けるか、弱みをどうカバーするか。アメリカの情勢調査で重視していることは、優勢か劣勢かではなく、どういう層に強いか弱いか。その数字を基にどうアピールするか、科学的な根拠に基づいて、戦術・戦略を立てる」ことと分析している[9]。
- 仕事を受ける際には、価値観が合うか否かを大切にしている[9]。また依頼を受けるか否かの判断のポイントは「ラッキー＆キュート」だとし、依頼者に運があるか、愛嬌があるかどうかを見極めているとも語っている[10]。
- 欧米と日本の選挙の違いについて「欧米は『選挙コンサルタント』という職業があり、尊敬もされていた。日本はというと、当時『選挙ゴロ』とか『選挙ブローカー』といった言葉があるように選挙に関わるプロはダーティーなイメージだった。選挙運動もア÷メリカは参加型で支援者たちが楽しくやっていて、半ば強制的にボランティアにさせるような日本とは大違い。それに親が政治家でもなければお金もない、そういう人でも資金が集まりやすくて立候補できる環境にあった」と指摘し、日本でも参加型選挙を実現したいと選挙コンサルタントを始めたと明かしている[10]。
- 選挙コンサルタントとして最も重要な仕事の１つとして「ルールを守らせること」と語っている[10]。
- 2024年兵庫県知事選挙における立花孝志の選挙運動についての朝日新聞の取材に答えて「本人の当選を目的としない立候補は認めない旨を公選法に明記すべきだ」との見解を表明した[11]。